# Australocytheridea
Australocytheridea is een geslacht van kreeftachtigen uit de klasse van de Ostracoda (mosselkreeftjes).

## Soort
- Australocytheridea vandenboldi McKenzie, 1967